# Accord germano-soviétique relatif au commerce et aux frontières de 1941
Pour les articles homonymes, voir Accord commercial germano-soviétique.
L’accord germano-soviétique relatif au commerce et aux frontières, signé le 10 janvier 1941, était un accord général réglant des différends frontaliers et intensifiant le commerce de matières premières et de matériel militaire entre l'Union soviétique et l'Allemagne nazie. L'accord s’inscrit dans le cadre des relations qui avaient débuté en 1939 avec le pacte Molotov-Ribbentrop contenant des protocoles secrets prévoyant une répartition de l’Europe de l'Est entre l'Union soviétique et l'Allemagne, et l’invasion ultérieure par l'Allemagne et l'Union soviétique de ces territoires. Il contenait des protocoles secrets supplémentaires réglant un différend concernant des territoires en Lituanie précédemment répartis entre les deux pays. L'accord germano-soviétique complétant les relations économiques qui avaient été développées par les accords commerciaux germano-soviétique de 1939 et de 1940.
L'accord fut de courte durée. Six mois à peine après sa signature, l'Allemagne envahit l'Union soviétique, et les relations économiques entre les deux pays prirent fin. Les matières premières importées par l'Allemagne d'Union soviétique entre 1939 et 1941 jouèrent un rôle majeur dans l'effort de guerre allemand contre l'Union soviétique après 1941.

## Contexte

### Besoins en ressources
L’Allemagne manquait de ressources naturelles dont plusieurs matières premières essentielles, nécessaires aux opérations militaires et à son économie. Les planificateurs allemands à la mi-1939 estimèrent que l’Allemagne possédait seulement deux à trois mois de stocks de caoutchouc et de trois à six mois de stock de pétrole. Ils estimaient qu’après une attaque allemande contre la Pologne et le blocus naval alliée subconséquent, l'Union soviétique deviendrait le seul fournisseur potentiel pour de nombreuses matières premières essentielles nécessaires pour une guerre.

### Accords germano-soviétiques de 1939 et division de l'Europe orientale

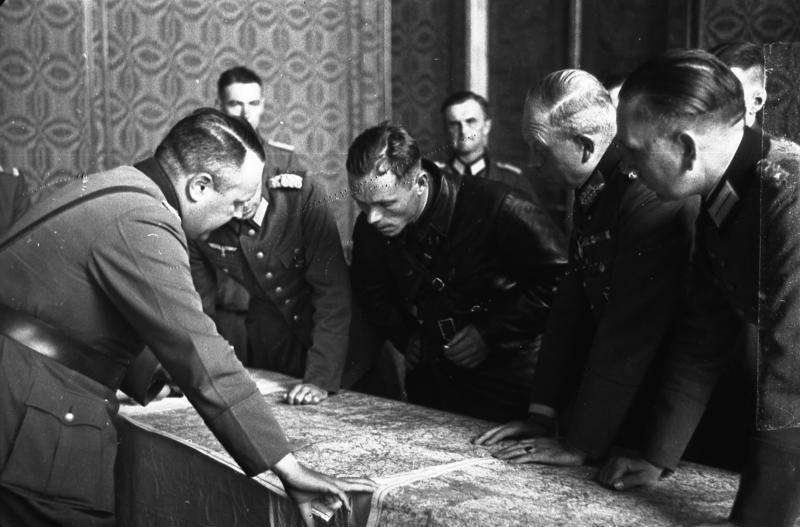
Officiers soviétiques et allemands sur la ligne de démarcation examinant une carte

Les zones en bleu foncé et en violet constituent la "bande lituanienne"

Le 19 août 1939, l'Union soviétique et l'Allemagne signèrent un accord commercial. Il concernait le commerce de certains équipements militaires et civils allemands en échange de matières premières soviétiques,. Le 23 août, ils signèrent le pacte Molotov-Ribbentrop, qui contenait des protocoles secrets prévoyant une répartition des États d’Europe du Nord et de l'Est en «sphères d'influence» allemande et soviétique.
Une semaine après la signature du pacte Molotov-Ribbentrop, le partage de la Pologne débuta avec l'invasion allemande de la Pologne occidentale, suivie par l'invasion par l'Union soviétique de la Pologne orientale le 17 septembre, en coordination avec les forces allemandes. Aux trois États baltes décrits par le pacte Molotov-Ribbentrop, l'Estonie, la Lettonie et la Lituanie, ne fut donné d'autre choix que de signer un « pacte de défense et d'assistance mutuelle » qui permit à l'Union soviétique de stationner des troupes sur leurs territoires.
Onze jours après l'invasion soviétique de la Pologne orientale, les deux parties modifièrent le protocole secret du pacte Molotov-Ribbentrop, dans un accord appelé Traité germano-soviétique d'amitié, de coopération et de démarcation qui contenait un "protocole secret additionnel". Entre autres choses, l'accord allouait à l’Allemagne une plus grande partie de la Pologne et transférait la Lituanie aux Soviétiques. Cependant, une petite partie de la Lituanie dénommée la "Bande de Lituanie», la rive gauche de la rivière Scheschupe, devait rester un territoire allemand.

### Relations économiques germano-soviétique en 1940

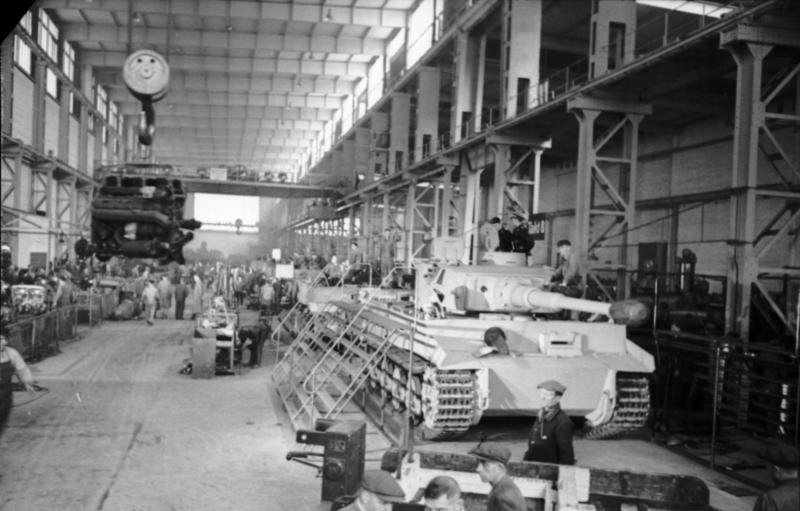
Usine allemande de production du Tiger I, 1943

L’insistance d’Hitler pour envahir la Pologne en 1939, mit une énorme pression sur l'armée allemande, qui n'avait planifié une entrée en guerre que pour 1942 ou 1943. En outre, l'Allemagne faisait face à de graves pénuries en matières de pétrole, de caoutchouc et d'autres matières premières nécessaires pour engager même seulement une offensive sur un front occidental. Le seul État restant capable de fournir les matières premières nécessaires à l'Allemagne était l'Union soviétique. Dans le même temps, les demandes soviétiques de produits manufacturés, telles les machines allemandes, étaient en augmentation tandis que sa capacité d'importer ces marchandises diminuait, de nombreux pays ayant cessé leurs relations commerciales après l'entrée en vigueur du pacte Molotov-Ribbentrop. Le 11 février 1940, l'Allemagne et l'Union soviétique conclurent un accord commercial, par lequel l'Union soviétique s’engageait à envoyer en Allemagne des matières premières pour 650 millions de reichsmarks, en contrepartie d'un même montant en valeur de machines, de produits manufacturés et de technologie,.  Le pacte commercial aida l'Allemagne à surmonter le blocus britannique de l'Allemagne. L'Union soviétique devint un important fournisseur de matières premières essentielles à l'Allemagne, dont le pétrole, cuivre, nickel, chrome, platine, bois et les céréales.

### Les pays baltes et la Bessarabie

Frontière de 1938 et avance politique et militaire fin 1940 (Axe en noir et URSS en rouge

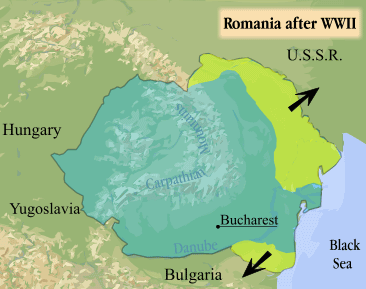
La Bessarabie et la Bucovine constitue la région en vert clair au nord

À la mi-juin 1940, les troupes soviétiques du NKVD attaquèrent les postes frontières de la Lituanie, l'Estonie et la Lettonie, provoquant leur annexion par l'Union soviétique, y compris la zone Scheschupe, qui devait revenir à l'Allemagne,. Le 26 juin, l'Union soviétique émit un ultimatum exigeant la Bessarabie, la Bucovine et la région de Herța de la Roumanie. Après que les Soviétiques furent convenus avec l'Allemagne qu'ils limiteraient leurs revendications en Bucovine à la Bucovine du Nord, l'Allemagne poussa la Roumanie à accepter l'ultimatum. Comme la France n'était plus en mesure d'être le garant du statu quo en Europe de l'Est, et que le Troisième Reich poussait la Roumanie à faire des concessions à l'Union soviétique, le gouvernement roumain céda, suivant les conseils de l'Italie et l’exemple récent de la France de Vichy. Après l'occupation soviétique de la Bessarabie, environ 100 000 Volksdeutsche vivant en Bessarabie commencèrent à immigrer en Allemagne.
Cet été là, l'Allemagne devint encore plus dépendante des importations soviétiques. Les conquêtes allemandes de la France, des Pays-Bas et de la Belgique créèrent une demande supplémentaire tout en réduisant les possibilités d'approvisionnement indirect.

### Dernières tentatives soviétiques pour se joindre à l'Axe
Hitler envisageait la guerre avec l'Union soviétique depuis juillet 1940. Cependant, après la conclusion, en octobre 1940, du Pacte tripartite entre l'Allemagne, le Japon et l'Italie, l'Union soviétique étudia l’éventualité de s’y rallier. Après de longues discussions et de multiples propositions, l'Allemagne présenta aux Soviétiques un projet écrit d’accord, définissant les sphères d'influence dans le monde des quatre éventuelles futures puissances de l'Axe (Japon, Allemagne, Union Soviétique et Italie),,. Onze jours plus tard, les Soviétiques présentèrent une contre-proposition, rédigée par Staline, où ils acceptaient le pacte à quatre, mais cette contre-proposition comprenait des prétentions soviétiques sur la Bulgarie et une sphère d'influence mondiale s’étendant sur la zone autour de l'Irak et l'Iran moderne. L’offre soviétique arriva en même temps que d'énormes efforts économiques vis-à-vis de l’Allemagne. Les Soviétiques promirent le 11 mai 1941, la livraison de 2,5 millions de tonnes de céréales, soit un million de tonnes de plus que ce à quoi elle s'était engagée. Ils promirent également une indemnisation intégrale des propriétés du Volksdeutsche.
Peu de temps après, Hitler émis une directive secrète sur une éventuelle invasion de l’Union soviétique,. La contre-proposition de Staline fut ignorée,, ce qui aggrava les tensions entre les deux pays.

## Négociations

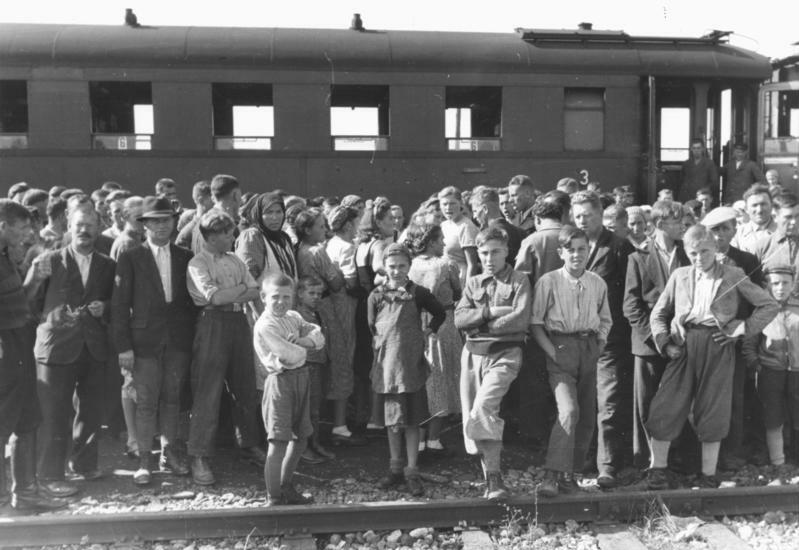
"Volksdeutsche" se réinstallant après l'occupation soviétique de la Bucovine et de la Bessarabie

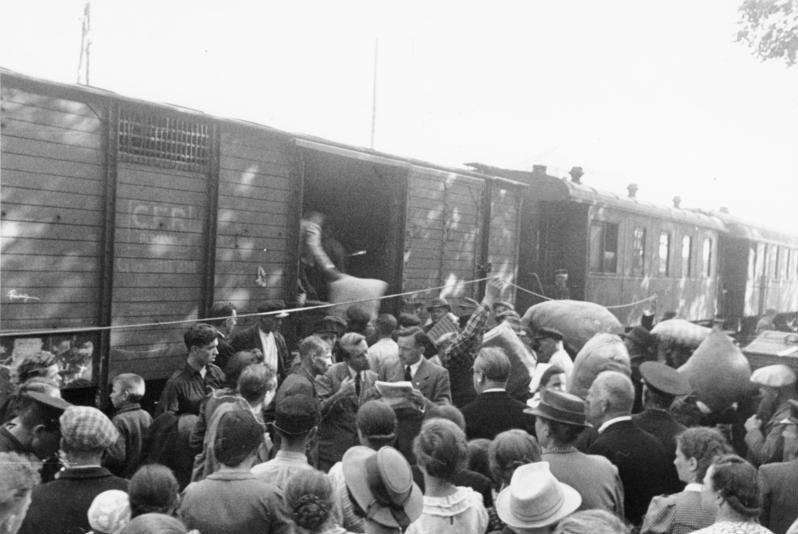
"Volksdeutsche" se réinstallant après l'occupation soviétique de la Bessarabie

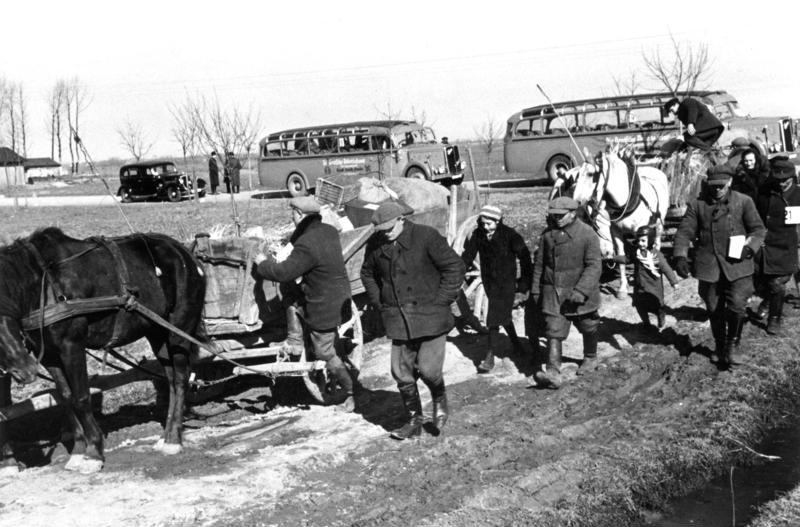
"Volksdeutsche" se réinstallant après l'occupation soviétique de l'est de la Pologne

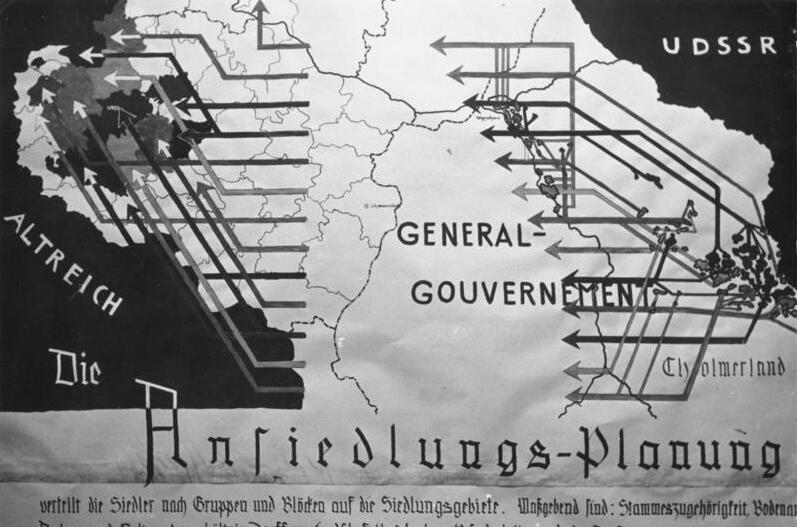
Carte allemande de 1940 des "Volksdeutsche" se réinstallant après l'occupation soviétique de l'est de la Pologne

En octobre 1940, les autorités allemandes estimaient que leurs stocks de matières premières étaient suffisants pour tenir jusqu’à l'été 1941. La situation était beaucoup plus grave pour le caoutchouc ; il était indispensable pour n'importe quelle armée mobile, fournissant bottes ou pneus. Les stocks allemands ne disposaient plus que de 1 500 tonnes. Les protocoles secrets avaient également mis Hitler dans la position humiliante d'avoir à évacuer précipitamment des familles de souche allemande, la Volksdeutsche, qui avaient vécu en Finlande et dans les pays baltes depuis des siècles ; tout en fermant officiellement les yeux officiellement sur les invasions,. Les annexions soviétiques en Roumanie causèrent de nouvelles tensions. Dans les protocoles secrets, l'Allemagne avait accepté la cession de la Bessarabie, mais pas celle de la Bucovine. L'Allemagne demandait la livraison des 100 000 tonnes de céréales pour lesquelles elle avait déjà conclu un contrat de fourniture avec la Bessarabie ; elle demandait aussi la garantie de la sécurité des biens allemands, une garantie pour 125 000 Volksdeutsche en Bessarabie et Bucovine, et l'assurance que les convois ferroviaires transportant du pétrole roumain ne seraient pas bloqués.
Tandis que Hitler planifiait la guerre à l'Est, il voulait un nouvel accord économique pour obtenir ce tout ce qu'il était possible de l'Union soviétique avant l'invasion, alors que d'autres responsables allemands souhaitaient un tel accord dans l'espoir qu'il pourrait changer la direction anti-soviétique de la politique allemande. Pendant ce temps, en raison des difficultés de livraison et d'autres problèmes, des doutes commencèrent à apparaitre quant à savoir si l'accord commercial germano-soviétique continuerait à être honoré.
Par ailleurs, les négociations devinrent difficiles autour de la question de la «bande de Lituanie»,. Lorsque les Soviétiques avaient occupé l'ensemble de la Lituanie le 15 juin, ils avaient également envahi une partie qui avait été promise à l'Allemagne dans les protocoles additionnels secrets du traité germano-soviétique d'amitié et des frontières, modifiant les protocoles secrets du pacte Molotov-Ribbentrop.
Les négociations débutèrent à Moscou le 30 octobre. Les négociateurs économiques militaires allemands avaient espéré le succès des négociations, en partie parce qu'ils sentaient que cela permettrait de renforcer leurs arguments contre Hitler et sa politique de plus en plus anti-soviétique. Les parties étaient très proches d’un accord sur la fourniture de tourelles allemandes de 38 cm (pour cuirassés), mais les Soviétiques continuaient à résister aux demandes allemandes de remboursement intégral des propriétés des Volksdeutsche. De plus, les Soviétiques imposaient des restrictions sur les biens que les Volksdeutsche pourraient emporter avec eux et limitaient le montant total que les Soviétiques s'appliqueraient aux comptes de compensation[pas clair] du Reich. En novembre, les négociations s’étaient bien déroulées pour l'Allemagne sur les modifications potentielles pour la deuxième année de l'accord germano-soviétique de commerce, les Soviétiques augmentant leur offre initiale de céréales de 1,2 million de tonnes à 1,5 million, puis à 2,5 millions de tonnes à la demande de l'Allemagne. Les négociations concernant la « Bande de Lituanie » nécessitèrent l’intervention directe d’Hitler, en conséquence les négociations avaient été brièvement suspendues le 29 novembre en attendant ses décisions.
Les parties négocièrent en outre sur le pourcentage de la production de nickel que chacun recevrait de la mine de nickel finlandaise à Petsamo et le montant des compensations que les Soviétiques verseraient à l'Allemagne pour leurs revendications dans les pays baltes, occupés par l'Union soviétique. Des progrès avaient été faits sur le sujet des propriétés des Volksdeutsche, avec compensation totale située entre 200 millions et 350 millions de reichsmarks, tandis que les Soviétiques demandaient 50 millions de reichsmarks pour leurs revendications sur leurs propriétés dans les territoires occupés par l’Allemagne. Ils parvinrent à un accord général sur les livraisons allemandes de canons antiaériens de 10,5 cm, d’or, de machines et d’autres fournitures.
Hitler souhaitait un accord parce que les planificateurs allemands avaient estimé que les stocks de nourriture, de pétrole et de métaux non ferreux seraient épuisés en 1941, et que les stocks de caoutchouc allemands pourraient être épuisées presque immédiatement, surtout si les expéditions via le transsibérien ou les forceurs de blocus n'arrivaient pas. Les alliés de l’Allemagne, comme l'Italie, étaient dans une situation encore pire pour les principales matières premières.
Sachant qu'ils se préparaient à une invasion de l'Union soviétique, les négociateurs allemands poussèrent à retarder la livraison des marchandises allemandes au-delà de l'été 1941. Suspicieux des retards allemands, les Soviétiques exigèrent, en décembre, que toutes les questions en suspens entre les deux pays soient résolues avant qu'un accord puisse être conclu. Des tensions avaient déjà fait jour après que l'Allemagne eut ignoré la lettre de Staline concernant l'adhésion de l’URSS à l’Axe, les négociateurs en venant presque aux mains à un moment donné.

### L'accord

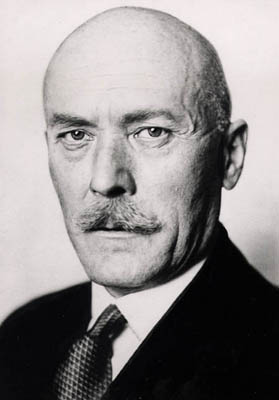
L'ambassadeur Friedrich Werner von der Schulenburg

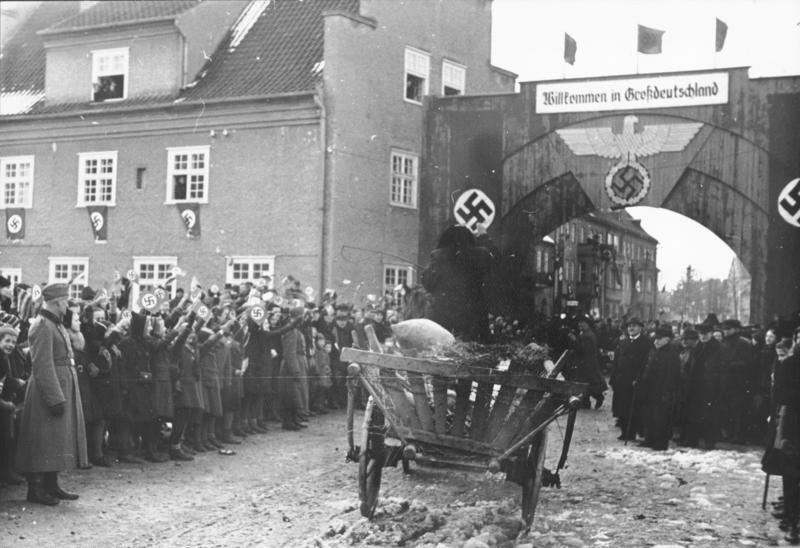
Des « Volksdeutsche » arrivant de la Lituanie occupée par l'URSS le 28 février 1941

Le 10 janvier 1941, l'ambassadeur d'Allemagne à Moscou Friedrich-Werner von der Schulenburg et le commissaire aux Affaires étrangères, Viatcheslav Molotov signèrent les accords à Moscou pour régler l'ensemble des différends que les Soviétiques avaient soulevés.
L'accord comprenait relativement peu de nouveaux points économiques. Il prolongeait l’accord commercial germano-soviétique de 1940 jusqu'au 1er août 1942 et prévoyait l'augmentation des livraisons au-dessus des niveaux de la première année pour atteindre 620 à 640 millions de reichsmarks,. L'accord réglait également les questions des coûts de transit pour les marchandises expédiées, les délais de livraison pour des produits expédiés dans la deuxième année de l'accord commercial germano-soviétique, des droits commerciaux dans les pays baltes et en Bessarabie et estimait la compensation pour les biens immobiliers allemands dans les États baltes maintenant occupés par les Soviétiques.
En raison de la position de force du négociateur allemand, le membre du ministère allemand des Affaires étrangères Karl Schnurre conclut que, sur le plan économique, l'accord était «le plus grand que l'Allemagne ait jamais conclu, allant bien au-delà de l'accord du mois de février de l'année précédente.». L'accord comprenait des engagements soviétiques de livrer 2,5 millions de tonnes de céréales et 1 million de tonnes de pétrole, ainsi que de grandes quantités de métaux non ferreux et précieux. L’ambassadeur spécial allemand Karl Ritter, dans un état proche de l'euphorie au vu du but atteint par l'Allemagne, écrivit une directive à tous les ambassades d'Allemagne: «Alors que la Grande-Bretagne et les États-Unis ont jusqu'à présent échoué dans leurs efforts pour parvenir à un accord avec l'Union soviétique dans n'importe quel domaine, l'Union soviétique a conclu avec l'Allemagne, le plus grand accord jamais conclu entre deux États.".
Le nouvel accord couvrait le déplacement vers l'Allemagne, sous deux mois et demi, des Volksdeutsche, des populations d’origine germanique et des citoyens allemands se trouvant dans les pays baltes et dans les Balkans alors sous domination soviétique, et le déplacement vers l'Union soviétique des populations d'origine russe, baltes et des Russes blancs des territoires tenus par l’Allemagne. Dans de nombreux cas, les transferts des Volksdeutsche devaient avoir pour destination des territoires précédemment occupés par les populations d’origine polonaise ou d’autres territoires dans les territoires occupés par les nazis.
L'accord avait également formellement défini la frontière entre l'Allemagne et l'Union soviétique entre la rivière Igorka et la mer Baltique.
Les protocoles secrets du nouvel accord établissaient que l'Allemagne renonçait à ses prétentions sur la bande de Lituanie définie dans les protocoles additionnels secrets du traité germano-soviétique d'amitié, de coopération et de démarcation et que le territoire serait considéré comme relevant de la sphère d'influence soviétique, pour lequel l’Allemagne recevrait un dédommagement de 7,5 millions de dollars (31,5 millions de Reichsmarks). En raison des fluctuations des taux de parité, les parties utilisèrent le dollar américain pour les compensations.
Le 17 janvier 1941, Molotov demanda aux officiels allemands si les parties pourraient alors travailler sur un accord pour admettre  l’URSS dans l'Axe. Molotov exprima son étonnement à l'absence de réponse à la proposition soviétique du  25 novembre d’adhérer au pacte. Ils ne reçurent jamais de réponse, l'Allemagne planifiait déjà l'invasion de l'Union soviétique. Le 18 décembre 1940, Hitler avait signé la directive de guerre no 21 destinée au haut commandement allemand pour une opération baptisée opération Barbarossa indiquant : «La Wehrmacht doit être prête à écraser la Russie soviétique dans une campagne rapide». Hitler indiqua à Raeder que l'Allemagne aurait à prendre Poliarny et Mourmansk à ce moment-là, pour couper l'accès de l'aide que pourrait recevoir l'Union soviétique.

### Commerce total
Pendant la première période de l'accord de 1940 (11 février 1940 au 11 février 1941) et du second (11 février 1941 jusqu'à la rupture du pacte), l'Allemagne avait reçu d'énormes quantités de matières premières, dont plus de,
- 1 600 000 tonnes de céréales
- 900 000 tonnes de pétrole
- 200 000 tonnes de coton
- 140 000 tonnes de manganèse
- 200 000 tonnes de phosphates
- 20 000 tonnes de minerai de chrome
- 18 000 tonnes de caoutchouc
- 100 000 tonnes de fèves de soja
- 500 000 tonnes de minerais de fer
- 300 000 tonnes de ferrailles et fonte brute
- 2 000 kg de platine

De grandes quantités de pétrole brut furent livrées, des documents allemands en juillet 1940 indiquaient que les Soviétiques avaient déjà livré 150 000 tonnes de pétrole brut par mois pendant cinq mois dans 900 wagons-citernes allemands exclusivement réservés pour cela.
Le pacte commercial aida l'Allemagne à surmonter le blocus britannique de l'Allemagne. En juin 1940, les importations soviétiques représentaient plus de 50 % du total des importations de l'Allemagne, et dépassaient souvent 70 % du total des importations allemandes avant qu’Hitler ne rompt le pacte en juin 1941.

### Hitler rompt le pacte
Le 22 juin 1941, l'Allemagne lançait l'opération Barbarossa, l'invasion de l'Union soviétique à travers les territoires que les deux pays s’étaient déjà partagés. Si l'Allemagne fut proche de détruire l’URSS, ceci fut en grande partie dues aux actions soviétiques de 1939 à 1941. Sans les importations soviétiques, les stocks allemands auraient été épuisés pour plusieurs produits-clés en octobre 1941, en trois mois et demi. Les stocks allemands de caoutchouc et de céréales  aurait été vides le premier jour de l'invasion s'il n'y avait eu les importations soviétiques :
| Produits pétroliers                                                                   | 912    | 1350 | 438    | 905  | -7     |
| Caoutchouc                                                                            | 18,8   | 13,8 | -4,9   | 12,1 | -6.7   |
| Manganèse                                                                             | 189,5  | 205  | 15,5   | 170  | -19,5  |
| Céréales                                                                              | 1637,1 | 1381 | -256,1 | 761  | -876,1 |
| *Stocks allemands en milliers de tonnes (avec et sans les importations depuis l'URSS) |        |      |        |      |        |
Sans les livraisons soviétiques de ces quatre matières premières stratégiques, l'Allemagne ne pouvait qu'à peine attaquer l'Union soviétique, et encore moins espérer la victoire, même avec un rationnement plus strict.
Trois ans plus tard, Friedrich Werner von der Schulenburg fut exécuté comme étant l'un des conspirateurs du complot du 20 juillet 1944 visant à assassiner Adolf Hitler.